# Brahistokrona
Brahistokrona (tudi brahistohrona, grško starogrško βραχίστος: brahistos - najkrajši + starogrško χρόνος: kronos - čas) je ravninska krivulja, po kateri masna točka z začetno hitrostjo iz neke točke (A) pride v drugo točko (B) v najkrajšem času pod pogojem, da nanjo deluje konstanten gravitacijski pospešek in da trenje ni prisotno.

## Brahistokrona je cikloida
Izhodišče koordinatnega sistema z vodoravno osjo x in navpično osjo y naj je v začetni legi drobnega telesa. Po Huygensovi enačbi ali po izreku o kinetični in potencialni energiji je:
{\displaystyle {\frac {1}{2}}mv^{2}-mgy=0\!\,.}
Za čas, ki ga potrebuje telo iz začetne do končne točke, se dobi:
{\displaystyle t=\int {\frac {\mathrm {d} s}{v}}=\int _{(1)}^{(2)}{\frac {\mathrm {d} s}{\sqrt {2gy}}}\!\,,}
če je {\displaystyle \mathrm {d} s^{2}=\mathrm {d} x^{2}+\mathrm {d} y^{2}} kvadrat elementa ločne dolžine. Določiti je treba tir y(x), pri katerem je pri dani začetni in končni točki čas t najkrajši. Takšne naloge sodijo v variacijski račun. Rešitev je cikloida, parametrično:
{\displaystyle x=r(\varphi -\sin \varphi )\!\,,}
{\displaystyle y=r(1-\cos \varphi )\!\,.}
Krivuljo se dobi, če se misli, da se krog s polmerom r kotali po spodnji strani x. Hitro se ugotovi, da je:
{\displaystyle {\begin{aligned}\mathrm {d} s&={\sqrt {\left({\frac {\mathrm {d} x}{\mathrm {d} \varphi }}\right)^{2}+\left({\frac {\mathrm {d} y}{\mathrm {d} \varphi }}\right)^{2}}}\mathrm {d} \varphi ={\sqrt {r^{2}(1-\cos \varphi )^{2}+r^{2}\sin ^{2}\varphi }}\,\mathrm {d} \varphi \\&={\sqrt {2r^{2}(1-\cos \varphi )}}\,\mathrm {d} \varphi ={\sqrt {2ry}}\,\mathrm {d} \varphi \!\,\end{aligned}}}
in čas:
{\displaystyle t={\sqrt {\frac {r}{g}}}\varphi \!\,.}

## Zgodovina
Problem brahistokrone je postavil Johann Bernoulli in zanj leta 1696 prvi objavil rešitev, ki pa naj bi bila v resnici rešitev njegovega brata Jakoba. Spada med variacijske probleme, Johann Bernoulli pa velja za očeta variacijskega računa. Splošno nalogo za brahistokrono je rešil Leonhard Euler leta 1774.